# Jackpot (film, 1960)
A Jackpot 1960-ban készült fekete-fehér brit bűnügyi film, amit Montgomery Tully rendezett, William Hartnell, Betty McDowall és Eddie Byrne főszereplésével.

## Cselekmény
Egy volt fegyenc megtudja, hogy felesége nem hajlandó visszatérni hozzá. Egy bűntársával együtt kirabolja a Jackpot Club széfjét. A rendőrség és a klub tulajdonosa a rablók nyomára akar bukkanni.

## Szereplők
- William Hartnell – Frawley főfelügyelő
- Betty McDowall – Kay Stock
- Eddie Byrne – Sam Hare
- George Mikell – Carl Stock
- Michael Ripper – Lenny Lane
- Victor Brooks – Jacks őrmester
- Tim Turner – Peter